# Antoine Buron
Antoine Buron (Rouen, 12 ottobre 1983) è un ex calciatore francese, di ruolo centrocampista.